# Estación Central
Estación Central is een gemeente in de Chileense provincie Santiago in de regio Región Metropolitana. Estación Central telde 147.041 inwoners in 2017.